# Glaucoma congènit
El glaucoma congènit és un trastorn poc comú, generalment bilateral (pot ser unilateral), de vegades asimètric, a causa de la persistència d'una membrana embrionària (Barkan) responsable de l'obstrucció de l'angle iridocorneal (en la cambra anterior).

## Diagnòstic
Els signes clínics de glaucoma congènit es poden detectar en la primera setmana de vida, de manera que el diagnòstic és sovint intuït pel pediatre o ginecòleg, per la presència de:
- Fotofòbia
- Llagrimeig clar
- Megalocòrnia, corresponent a un augment del diàmetre de la còrnia.

De fet, amb l'augment de la PIO, l'ull del nadó es deforma fins a una buftàlmia (aparença d'ull de bou).
El diagnòstic serà donat després d'un examen sota anestèsia general, amb el microscopi. Es pot confirmar per una PIO elevada (> 21 mmHg), un augment en el diàmetre de la còrnia (> 12 mm) i una atròfia del nervi òptic.

## Tractament
El tractament del glaucoma congènit és només quirúrgic i hauria de realitzar al més aviat possible.